# Martap
Martap est une commune du Cameroun située dans la région de l'Adamaoua et le département du Vina. On y exploite des gisements de bauxite.

## Population
Lors du recensement de 2005, la commune comptait 24 815 habitants.

## Structure administrative de la commune
Outre Martap proprement dit, la commune comprend les villages suivants :
- Anam
- Bagarmi
- Bali Issa
- Bawa
- Beka-Mangari
- Belaka-Djouï
- Birsock
- Bobbodji
- Djabe-Foulbe
- Hangloa
- Hore Mayanga
- Hore-Bini
- Hore-Mikaï
- Koum-Kilba
- Laoukobong
- Lena-Dadi
- Lewa-Moussa
- Lewa-Mboum
- Lewa-Wouro Dole
- Likok
- Likok-Kouba
- Lissey
- Lougga Mette
- Lougga-Tappadi
- Madem
- Mahoba (Djombi)
- Makor-Samaki
- Maloa
- Mandourou
- Matakoro
- Mayo-Bana
- Mbeoue
- Mbissouna-Hore-Manang
- Minim
- Ngaounang
- Paro
- Soukourwo
- Tchabbal-Haleo
- Tekel
- Toumbouroum
- Wadjourou (Sébôré-Djangol)
- Wouro Lissey
- Zaria I